# Cobalt
Cobalt – wieś w Stanach Zjednoczonych, w stanie Missouri, w hrabstwie Madison.